# Садов, Сергей
Сергей Садов (реальное имя — Сергей Александрович Диденко; род. 27 февраля 1975) — русский писатель-фантаст, автор произведений в жанре фэнтези; программист.

## Биография
Родился в Куйбышеве. Фамилия Садов — псевдоним, образованный от начальных букв имени, отчества и фамилии.
В 1992 году окончил школу и поступил в Самарский государственный технический университет на факультет автоматики и информационных технологий по специальности «Вычислительные комплексы, системы, машины и сети». В 1997 получил диплом и стал работать программистом в Центре психологической помощи семье и детям. В 2001 году Сергей сменил место работы и на данный момент является администратором базы данных в одной из государственных структур области.
Писать начал ещё в школьные годы. Первый роман «Странник во времени» был начат в девятом классе, а окончен уже после института. Начал публиковаться с 2002 года.

## Книги
- Садов С. Цена победы. — М.: ООО "Издательство АСТ", 2002. — 621, [3] с. — (Звездный лабиринт). — 8000 экз. — ISBN 5-17-012447-3.
- Садов С. Горе победителям. — М.: ООО "Издательство АСТ": ЗАО НПП "Ермак", 2004. — 494, [2] с. — (Звездный бульвар). — 5000 экз. — ISBN 5-17-006890-5.

- Садов С. Дело о неприкаянной душе. — М.: ООО "Издательство АСТ", 2005. — (Звездный лабиринт).
- Садов С. Рыцарь Ордена. Книга первая. Наследник Ордена. — М.: ФОРУМ, 2005. — 468 с. — (Другая сторона). — ISBN 5-8199-0245-9.
- Садов С. Рыцарь Ордена. Книга вторая. Рыцарь двух миров. — М.: ФОРУМ, 2006. — 480 с. — (Другая сторона). — ISBN 5-91134-015-1.
- Садов С. Рыцарь Ордена. Книга третья. Клинки у трона. — М.: ФОРУМ, 2006. — 608 с. — (Другая сторона). — ISBN 5-91134-038-0.
- Садов С. Кристалл Альвандера. — СПб.: Лениздат; "Ленинград", 2007. — 512 с. — (Боевая фантастика). — ISBN 5-289-02510-3.
- Садов С. Корабль Альвандера. — СПб.: Лениздат; "Ленинград", 2007. — 544 с. — (Боевая фантастика). — ISBN 5-289-02544-8.
- Садов С., Эльтеррус И. Три дороги во Тьму. Постижение. — М.: Эксмо, 2008. — 416 с. — 20 000 экз. — ISBN 978-5-699-30235-2.
- Садов С., Эльтеррус И. Три дороги во Тьму. Изменение. — М.: Эксмо, 2009. — 448 с. — 12 000 экз. — ISBN 978-5-699-32650-1.
- Садов С. Адская практика. — СПб.: Ленинградское издательство, 2009. — 606 с. — 10 050 экз. — ISBN 978-5-9942-0348-4.
- Садов С. Князь Вольдемар Старинов. Книга первая. "Уйти, чтобы выжить". — М.: Эксмо, 2010. — 608 с. — 12 000 экз. — ISBN 978-5-699-42395-8.
- Садов С. Странник во времени. — М.: Эксмо, 2010. — 384 с. — 20 000 экз. — ISBN 978-5-699-44367-3.
- Садов С. Князь Вольдемар Старинов. Книга вторая. "Чужая война". — М.: Эксмо, 2010. — 736 с. — 25 000 экз. — ISBN 978-5-699-45572-0.
- Садов С. Загадка старика Гринвера. — М.: Эксмо, 2011. — 448 с. — (Новые Герои). — 18 100 экз. — ISBN 978-5-699-50449-7.
- Садов С. Загадка имперского посла. — М.: Эксмо, 2011. — 416 с. — (Новые Герои). — 18 000 экз. — ISBN 978-5-699-50992-8.
- Садов С. Загадка Торейского маньяка. - М.: Эксмо, 2014. - 352 с. - (Новые Герои). - 10 000 экз. - ISBN 978-5-699-69695-6
- Садов. С. Ледяная Принцесса. Начало пути. -М.: Эксмо 2015. - 580 с.
- Садов. С. Ледяная принцесса. Путь власти. -М.: Эксмо 2018. - 500 с.
- Садов. С. Ледяная принцесса. Цена власти. -М.: Эксмо 2018. - 610 с.

### Неизданные
- Ответ
- Пёс
- Сага о пьяном студенте
- Сквозь тернии к...